# Grozden
Grozden (bulgariska: Грозден) är ett distrikt i Bulgarien.   Det ligger i kommunen Obsjtina Sungurlare och regionen Burgas, i den östra delen av landet, 280 km öster om huvudstaden Sofia.
Trakten runt Grozden består till största delen av jordbruksmark. Runt Grozden är det ganska glesbefolkat, med 34 invånare per kvadratkilometer.